# Danny De Bie
Danny De Bie (Beerzel, Putte, província d'Anvers, 23 de gener de 1960) és un ciclista belga que fou professional del 1987 al 1991. Especialista en ciclocròs, va guanyar el Campionat del món de 1989. Un cop retirat s'ha dedicat a la direcció esportiva.

## Palmarès
- 1988-1989
  -  Campió del món en ciclocròs
- 1989-1990
  - 1r al Superprestige
  -  Campió de Bèlgica en ciclocròs
- 1990-1991
  -  Campió de Bèlgica en ciclocròs
- 1991-1992
  -  Campió de Bèlgica en ciclocròs